# Campeonato Mundial de Atletismo em Pista Coberta de 2008 - 3000 m masculino
A competição dos 3000 metros masculino do Campeonato Mundial de Atletismo em Pista Coberta de 2008, foi disputado no Palácio-Velódromo Luis Puig, em Valência.

## Medalhistas
| Ouro                | Prata                     | Bronze                |
| Tariku Bekele (ETH) | Paul Kipsiele Koech (KEN) | Abreham Cherkos (ETH) |

## Resultados

### Eliminatória
| Bateria | Faixa | Atleta               | Nacionalidade  | Tempo      | Notas |
| ------- | ----- | -------------------- | -------------- | ---------- | ----- |
| 1       | 1     | Edwin Cheruiyot Soi  | Quênia         | 8:03.54    | Q     |
| 1       | 2     | Tariku Bekele        | Etiópia        | 8:03.55    | Q     |
| 1       | 3     | Mo Farah             | Reino Unido    | 8:04.65    | Q     |
| 1       | 4     | Sergio Sánchez       | Espanha        | 8:04.71    | Q     |
| 1       | 5     | Cosimo Caliandro     | Itália         | 8:04.80    |       |
| 1       | 6     | Sultan Khamis Zama   | Catar          | 8:05.61    |       |
| 1       | 7     | Chris Solinsky       | Estados Unidos | 8:06.29    |       |
| 1       | 8     | Javier Carriqueo     | Argentina      | 8:12.40    |       |
| 1       | 9     | David Galván         | México         | 8:28.29 PB |       |
| 1       |       | Mohammed Salama      | Palestina      | DNS        |       |
| 1       |       | Dickson Marwa        | Tanzânia       | DNS        |       |
| 2       | 1     | Paul Kipsiele Koech  | Quênia         | 7:54.46    | Q     |
| 2       | 2     | Abreham Cherkos      | Etiópia        | 7:54.51    | Q     |
| 2       | 3     | Craig Mottram        | Austrália      | 7:55.27    | Q     |
| 2       | 4     | Ali Maataoui         | Marrocos       | 7:56.26    | Q     |
| 2       | 5     | James Kwalia C'Kurui | Catar          | 7:58.13    | q     |
| 2       | 6     | Jonathon Riley       | Estados Unidos | 7:59.22 SB | q     |
| 2       | 7     | Arne Gabius          | Alemanha       | 7:59.48    | q     |
| 2       | 8     | Kamal Boulahfane     | Argélia        | 7:59.88    | q     |
| 2       | 9     | Nick McCormick       | Reino Unido    | 8:00.01    |       |
| 2       | 10    | Sylvain Rukundo      | Ruanda         | 8:02.49 PB |       |
| 2       | 11    | Audace Baguma        | Burundi        | 8:10.56 PB |       |

### Final
| Colocação         | Atleta               | Nacionalidade  | Tempo      |
| ----------------- | -------------------- | -------------- | ---------- |
| Medalha de ouro   | Tariku Bekele        | Etiópia        | 7:48.23    |
| Medalha de prata  | Paul Kipsiele Koech  | Quênia         | 7:49.05    |
| Medalha de bronze | Abreham Cherkos      | Etiópia        | 7:49.96    |
| 4                 | Edwin Cheruiyot Soi  | Quênia         | 7:51.60    |
| 5                 | Craig Mottram        | Austrália      | 7:52.42    |
| 6                 | Mo Farah             | Reino Unido    | 7:55.08    |
| 7                 | Ali Maataoui         | Marrocos       | 7:58.93    |
| 8                 | Sergio Sánchez       | Espanha        | 7:59.74 PB |
| 9                 | James Kwalia C'Kurui | Catar          | 8:00.44    |
| 10                | Kamal Boulahfane     | Argélia        | 8:04.73    |
| 11                | Jonathon Riley       | Estados Unidos | 8:05.59    |
| 12                | Arne Gabius          | Alemanha       | 8:11.21    |

Legenda
| Recorde mundial       | Recorde mundial (World record)               |                       | Recorde africano                      | Recorde africano (African) |                                           | Q | Classificado por posição (Qualified) |
| Recorde do campeonato | Recorde do campeonato (Championship record)  | Recorde da América    | Recorde da América (Americas)         | q                          | Classificado por melhor tempo (Qualified) |   |                                      |
| Melhor marca do ano   | Melhor marca do ano (World leading)          | Recorde asiático      | Recorde asiático (Asian)              | DNS                        | Não largou (Did not start)                |   |                                      |
| Recorde nacional      | Recorde nacional (National record)           | Recorde europeu       | Recorde europeu (European)            | DNF                        | Não terminou (Did not finish)             |   |                                      |
| Recorde pessoal       | Recorde pessoal do atleta (Personal best)    | Recorde da Oceania    | Recorde da Oceania (Oceania)          | DSQ / DQ                   | Desclassificado (Disqualified)            |   |                                      |
| Recorde da temporada  | Recorde da temporada do atleta (Season best) | Recorde sul-americano | Recorde sul-americano (South America) | NM                         | Sem marca (No mark)                       |   |                                      |